# Halichoeres nigrescens
Halichoeres nigrescens är en fiskart som först beskrevs av Bloch och Schneider, 1801.  Halichoeres nigrescens ingår i släktet Halichoeres och familjen läppfiskar. IUCN kategoriserar arten globalt som livskraftig. Inga underarter finns listade i Catalogue of Life.